# Obergericht (Schweiz)
Obergericht ist in der Schweiz in manchen Kantonen die Bezeichnung für das Gericht zweiter Instanz in Zivil- und Strafprozessen. Das Obergericht ist neben dem in etlichen Kantonen selbständigen Verwaltungsgericht (und in den Kantonen Basel-Stadt und Zürich zudem neben dem Sozialversicherungsgericht als letzte kantonale Instanz für sozialversicherungsrechtliche Streitigkeiten) das oberste kantonale Gericht. Die Organisation der Gerichte zweiter Instanz erfolgt durch kantonales Recht.
Obergericht heisst das Gericht zweiter Instanz in den Kantonen Zürich, Bern, Uri, Obwalden, Nidwalden, Glarus, Zug, Schaffhausen, Appenzell Ausserrhoden, Solothurn, Graubünden (seit 2025), Aargau und Thurgau. Den Namen Kantonsgericht trägt es in den Kantonen Luzern (seit 2013), Schwyz, Freiburg, Basel-Landschaft, Appenzell Innerrhoden, St. Gallen, Waadt, Wallis, Neuenburg und Jura. Im Kanton Basel-Stadt heisst es Appellationsgericht, im Kanton Tessin Appellationsgericht (Tribunale di appello, im Bereich der Zivilgerichtsbarkeit) bzw. Appellationshof (Corte di appello e di revisione penale, im Bereich der Strafgerichtsbarkeit) und im Kanton Genf Justizhof (Cour de Justice).
Die Bezeichnung Kantonsgericht ist wiederum nicht zu verwechseln mit dem gleichnamigen Begriff, der in einigen kleineren Kantonen (Obwalden, Nidwalden, Zug, Glarus, Appenzell Ausserrhoden, Schaffhausen) für das Gericht erster Instanz gilt; siehe zu diesem den Artikel Bezirksgericht.